# Castillo de Alborge
El castillo de Alborge fue un castillo medieval cuyos restos se encuentran situados en el municipio español de Alborge en la provincia de Zaragoza.

## Descripción
Se trata de un yacimiento arqueológico con ruinas de lo que en su día fue un pequeño recinto amurallado rectangular de unos 15 por 30 metros con un torreón defensivo, construido en mampostería de grano fino y tapial.

## Reseña
Se conoce la fecha de su construcción, ya que se conserva un documento por el que el rey Alfonso II de Aragón cede su propiedad a los monjes de lo que después sería el Monasterio de Rueda en 1165 lo que en el documento se denomina como la Almunia de Alborge y que se repoblaría en el año 1185.

## Catalogación
El Castillo de Berrueco está incluido dentro de la relación de castillos considerados Bienes de Interés Cultural en virtud de lo dispuesto en la disposición adicional segunda de la Ley 3/1999, de 10 de marzo, del Patrimonio Cultural Aragonés. Este listado fue publicado en el Boletín Oficial de Aragón del día 22 de mayo de 2006.